# Ludwig Aschoff
Karl Albert Ludwig Aschoff, född 10 januari 1866, död 24 juni 1942, var en tysk läkare och patolog. Han var far till fysiologen Jürgen Aschoff.
Han studerade i Strassburg, Göttingen och Bonn, där han tog sin examen 1889. År 1894 blev han förste assistent till Friedrich Daniel von Recklinghausen vid institutet för patologi i Göttingen. År 1903 utsågs han till professor i patologi i Marburg och från 1906 var han professor i Freiburg im Breisgau. Här stannade han tills han pensionerades 1936.  
Aschoff utförde viktiga studier inom många områden, bland annat rörande blindtarmsinflammation, gallsten, gulsot, skörbjugg och blodproppar. Men mest känd är han för att ha upptäckt den fagocytiska aktiviteten hos vissa celler som återfinns i diverse vävnader.
Han har givit namn åt ett antal saker: Aschoffs celler, Aschoffs organ, Aschoff-Geipel kroppar (tillsammans med Paul Rudolf Geipel) och Aschoffs knuta.
Aschoff blev 1921 ledamot av Kungliga Fysiografiska Sällskapet i Lund och 1924 av Vetenskaps-Societeten i Uppsala.